# Cephalotaxus hainanensis
Cephalotaxus hainanensis (главотис хайнанський) — вид хвойних рослин родини головчатотисових.

## Поширення, екологія
Росте на острові Хайнань (Китай) у змішаних від тепло-помірних до субтропічних тропічних лісів (вічнозелені широколистяні ліси), в основному в гірських районах на острові Хайнань, де він досягає розмірів 10–20 м. Росте від рівня моря до приблизно 1700 м. Іноді може бути панівним деревом в спільноті. 

## Морфологія
Дерево до 21,3 м заввишки і 70 см діаметром. Кора тонка, від світло-коричневого до червонувато-коричневого кольору, розшаровується на малі чи великі смуги. Гілки розлогі або висхідні. Голки довжиною 5–7,5 см, шириною 3 мм. Насіння 18–28 на 8–14 мм.

## Використання
Кора і листя містять цінні лікарські сполуки, такі як цефалотаксін і харінгтонін. Дерева також вирубувались в минулому задля деревини.

## Загрози та охорона
Минулі зниження чисельності популяцій були пов'язані з рубками і останнім часом експлуатації кори і листя, які містять цінні лікарські речовини. Основна загроза зараз є руйнування місця існування у зв'язку з розширенням туристичних подій. Як і в інших членів роду, швидкість дозрівання насіння і регенерації повільні. Зростає в охоронних районах на о. Хайнань. Китайський уряд наклав заборону на всі рубки, заготівлю і вивезення кори цього виду.